# Anagelasta trimaculata
Anagelasta trimaculata là một loài bọ cánh cứng trong họ Cerambycidae.